# Самари, Жанна
Жанна Самари (фр. Léontine Pauline Jeanne Samary; 4 марта 1857, Нёйи-сюр-Сен — 18 сентября 1890, Париж) — французская актриса. Модель многих полотен Ренуара.

## Биография
Из артистической семьи. Её бабушкой по материнской линии была знаменитая актриса Сюзанна Броан. Отец Жанны, Луи-Жак Самари был виолончелистом Парижской оперы. Младший брат Жанны, Анри Самари, также стал актёром. В 14 лет Жанна поступила в Консерваторию. В 18 лет получила свой первый приз.
Дебютировала в 1875 году в театре Комеди Франсез в роли Дорины в «Тартюфе» (с 1879 г. — 305-й постоянный член труппы в истории театра). Играла в основном служанок и субреток в пьесах Мольера. В 1879 г. вместе с труппой театра гастролировала в Лондоне. Между 1877 и 1880 годами Ренуар изобразил её на многих своих полотнах.
Умерла от брюшного тифа в 1890 году, незадолго до смерти написала детскую книгу «Les gourmandises de Charlotte».

## Творчество

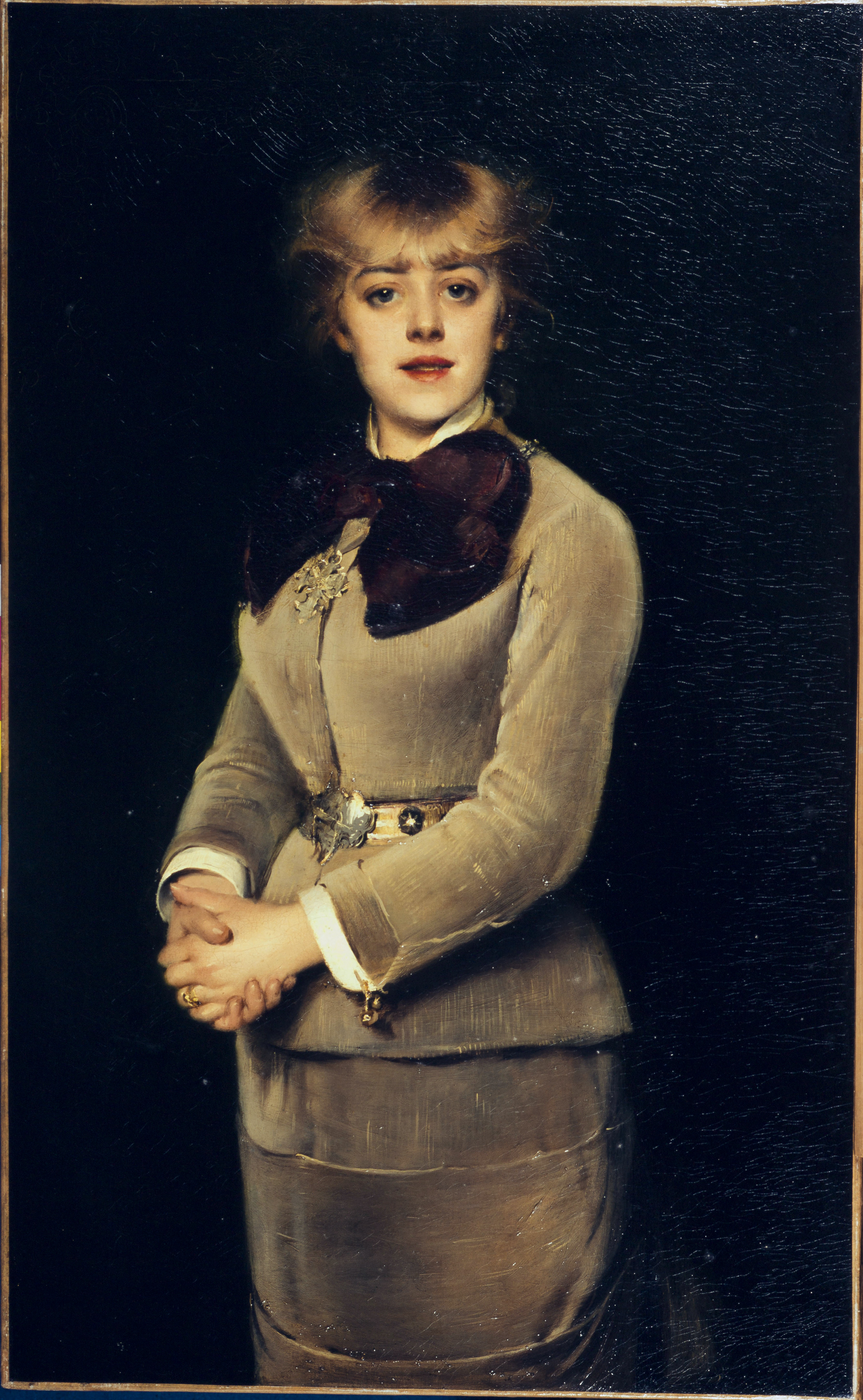
Портрет Жанны Самари Луизы Аббема (ок. 1880)

### Некоторые роли в театре
- Дорина, «Тартюф» Мольера (1875)
- Маринетта, «Любовная досада» Мольера (1876)
- Шарлотта, «Дон Жуан» Мольера (1876)
- Туанетта, «Мнимый больной» Мольера (1876)
- Зербинетта, «Проделки Скапена» Мольера (1877)
- Ночь, «Амфитрион» Мольера (1877)
- Люсетта, «Господин де Пурсоньяк» Мольера (1878)
- Лизетта, «Школа мужей» Мольера (1879)
- Касильда, «Рюи Блаз» В.Гюго (1879)
- Госпожа Дю-Круази, «Версальский экспромт» Мольера (1880)
- Николь, «Мещанин во дворянстве» Мольера (1880)
- Магелонн, «Король забавляется» В.Гюго (1882)
- Элиза, «Галантный Меркурий» Э.Бурсо